# North Marine Road Ground, Scarborough
North Marine Road Ground, previamente conocido como Queen's, es un campo de cricket ubicado en Scarborough, North Yorkshire, Inglaterra. Es la sede del Scarborough Cricket Club, que organiza el Festival de Scarborough. Además, durante la segunda mitad de la temporada cada año el Yorkshire County Cricket Club utiliza el campo para jugar una serie de partidos. La capacidad actual es de 11.500 pero tuvo un récord de asistencia de 22.946 en 1947 cuando Yorkshire jugó contra Derbyshire. Los dos 'extremos' se conocen como Peasholm Park y Trafalgar Square. 

## Historia
En el  año 1863 el Cricket se jugó por primera vez en el terreno, cuando se consiguió la posesión del campo Jackson en North Marine Road. Anteriormente los partidos se habían jugado en Castle Hill en Scarborough, desde el año 1849. Yorkshire ha jugado allí desde 1878, cuando MCC lo venció por 7 terrenos. El primer partido de campeonato del condado se disputó allí en 1896, donde Yorkshire derrotó a Leicestershire por 162 carreras. Con la desaparición del resto de los terrenos "fuera", Scarborough quedó como el único lugar habitual para el cricket en el condado de Yorkshire, además del estadio Headingley, ubicado en Leeds. 
El Festival de Scarborough, que ocurre al final de temporada, y está organizado para aprovechar la gran cantidad de turistas de Yorkshire en el balneario, ha visto a los equipos del condado, equipos de gira, y Yorkshire jugar en una mezcla de cricket amistoso, en un campeonato y cricket de un día. El Trofeo Fenner, una competencia de un día con cuatro condados, se desarrolló entre los años 1971 y 1996, y tuvo los nombres de varios patrocinadores. El festival celebró su centenario en 1986, con Sir Len Hutton como presidente. 

## Condiciones
El campo tiene un terreno de juego rápido y un lanzamiento que suele ser muy receptivo a los efectos. El campo aloja partidos de la Senior Premier League, y además en los últimos años también se han celebrado partidos representativos del BCE, sub-19 y también partidos de prueba femenina. 

## Sede internacional
El campo también ha sido escenario de dos internacionales de un día, donde jugaron Inglaterra contra las Indias Occidentales y Nueva Zelanda en 1976 y 1978. En 2005, Yorkshire firmó un nuevo convenio con las autoridades terrestres que aseguraba que el condado continuaría jugando allí hasta 2010. El terreno está situado cerca del mar y cuenta con un pabellón de cricket elevado construido a un costo de £2.150 en 1895. En 1902 se añadió un nuevo recinto con asientos y se amplió durante los siguientes cinco años. En 1926 se agregó un stand de hormigón, a un costo de 6.700 libras esterlinasm y en 1956 se erigió un nuevo West Stand, que tuvo un costo de 16.000 libras esterlinas. Más recientemente, el edificio Jack Knowles se terminó en 1995 a un costo de £210.000, y en 1997 se construyeron nuevas redes para cualquier tipo de clima y una cabina de prensa por £50.000. Además, el recinto y los salones de té se renovaron en 1998 por £95.000. 
Después de la temporada 2010 del condado, The Guardian nombró a North Marine Road como su "Campo del año".

## Otros juegos
En diferentes etapas de su historia, el estadio ha albergado un velódromo y eventos de atletismo. También fue el campo original del Scarborough FC y, en tiempos más recientes, fue sede de los partidos del Scarborough Hockey Club. Las instalaciones del pabellón se utilizan durante todo el año para una variedad de funciones. 